# 扎特·奈特
扎特·奈特（Zat Knight，1980年5月2日—）是英格兰足球运动员，于富勒姆出道，司职后卫。曾入选英格兰队。

## 俱乐部生涯

### 富勒姆
奈特在卢沙奧林开始自己的足球生涯。1999年，他被富勒姆签入。由于他并没有卢沙奧林签订职业合同，所以这次转会是免费的，富勒姆送给卢沙奧林30套训练服作为谢礼。
奈特在2004-05赛季英格兰足总杯1比1战平沃特福德的比赛中打进自己职业生涯的首个进球，随后又在6比0击败诺里奇城的比赛中打进自己的首个联赛进球。2006-07赛季他可以称得上是富勒姆最稳定的球员，由于队长博阿莫特经常受伤，奈特也因此多次成为球队的临时队长。

### 阿斯顿维拉
2007年8月29日，奈特以350万英镑的身价加盟他儿时支持的球队阿斯顿维拉。有趣的是，奈特最后一次代表富勒姆出场是富勒姆2比1击败阿斯顿维拉的比赛，而维拉取得的唯一入球正是阿什利·扬的射门撞到奈特身上折射入网。在签约前几个小时，警方突击搜查他和弟弟的住处并将两人带走闻讯，罪名是藏有A级品质的可卡因和海洛因。幸好他的经纪人及时将其保释出来，奈特才没有错过签约仪式。
9月2日，奈特首次代表维拉出场就取得进球，帮助维拉2比0战胜切尔西。2008年12月26日，他在和阿森纳比赛最后一刻打进他加盟维拉队的第二个入球，将场上比分扳成2比2平。

### 博尔顿
2009年7月25日，奈特和博尔顿签约三年，转会费并没有公开，估计达400万英镑。8月15日，他在和桑德兰的比赛中首次代表博尔顿出场。
2012年7月9日，需降落英冠作賽的博尔顿與剛約滿的奈特簽署一份兩年新合約，留隊至2014年夏季。

## 国家队生涯
奈特曾经在2005年两次代表英格兰队在友谊赛中出场。其中第一次是5月28日在和美国的比赛中替补出场，第二次是在5月31日和哥伦比亚的友谊赛。

## 外部連結
- 足球数据库：扎特·奈特的球员统计数据